# 1669

## أحداث
- تأسيس مدينة ماناوس وتقع حاليا في البرازيل.
- تأسيس مدينة بينار ديل ريو وتقع حاليا في كوبا.
- 27 سبتمبر: نهاية حصار كاندية والذي بدأ في 1 مايو 1648.
- نهاية حرب كريت في 1669 والتي بدأت في 23 يونيو 1645.
- 11 مارس - ثورة بركان أثنا في صقلية أوقع 20 ألف قتيل
- 31 مايو - صموئيل بيبس يتوقف عن كتابة مذكراته

## مواليد
- علي بن خليفة

## وفيات
- عزيزة عثمانة